# Club Deportivo La Calzada
El Club Deportivo La Calzada fue un club de fútbol de España de la localidad de Santo Domingo de la Calzada (La Rioja). Fue fundado en 1923 y se disolvió en 2005.

## Historia
En los 82 años de historia del Club Deportivo La Calzada, el club jugó casi siempre en las categorías regionales de la Federación Navarra de Fútbol primero y de la Federación Riojana de Fútbol desde 1986, cuando ésta se creó. Durante dos temporadas, la 1994-95 y 1995-96, logró jugar en Tercera División.
Ganó un campeonato de Regional Preferente de La Rioja (1993-94) y dos de Segunda Regional de Navarra (1970-71 y 1973-74).

## Uniforme
- Uniforme titular: Camiseta granate, pantalón negro y medias negras.

## Estadio
Jugaba sus partidos en el campo de El Rollo, con una capacidad de 1000 espectadores, en la localidad de Santo Domingo de la Calzada (La Rioja).

## Datos del club
- Temporadas en Primera División: 0
- Temporadas en Segunda División: 0
- Temporadas en Segunda División B: 0
- Temporadas en Tercera División: 2
- Mejor puesto en la liga: 10.º en Tercera División (temporada 1994-95)

## Trayectoria
| Temporada | División     | Puesto |
| --------- | ------------ | ------ |
| 1957-58   | 2.ª Regional | 3.º    |
| 1958-59   | 2.ª Regional | 2.º    |
| 1959-60   | 1.ª Regional | 13.º   |
| 1960-61   | 1.ª Regional | 5.º    |
| 1961-62   | 1.ª Regional | 4.º    |
| 1962-63   | 1.ª Regional | 10.º   |
| 1963-64   | 1.ª Regional | 5.º    |
| 1964-65   | 1.ª Regional | 4.º    |
| 1965-66   | 1.ª Regional | 9.º    |
| 1966-67   | 1.ª Regional | 7.º    |
| 1967-68   | 1.ª Regional | 10.º   |
| 1968-69   | 1.ª Regional | 12.º   |
| 1969-70   | 1.ª Regional | 15.º   |
| 1970-71   | 2.ª Regional | 1.º    |
| 1971-72   | 1.ª Regional | 16.º   |
| 1972-73   | 1.ª Regional | 18.º   |

| Temporada | División     | Puesto |
| --------- | ------------ | ------ |
| 1973-74   | 2.ª Regional | 1.º    |
| 1974-75   | 1.ª Regional | 20.º   |
| 1975-76   | 2.ª Regional | 6.º    |
| 1976-77   | 2.ª Regional | 5.º    |
| 1977-78   | 2.ª Regional | 9.º    |
| 1978-79   | 2.ª Regional | 2.º    |
| 1979-80   | 2.ª Regional | 3.º    |
| 1980-81   | 2.ª Regional | 7.º    |
| 1981-82   | 2.ª Regional | 6.º    |
| 1982-83   | 2.ª Regional | 15.º   |
| 1983-84   | 2.ª Regional | 3.º    |
| 1984-85   | 2.ª Regional | 5.º    |
| 1985-86   | 2.ª Regional | 4.º    |
| 1986-87   | Preferente   | 11.º   |
| 1987-88   | Preferente   | 14.º   |
| 1988-89   | Preferente   | 4.º    |

| Temporada | División       | Puesto |
| --------- | -------------- | ------ |
| 1989-90   | Preferente     | 4.º    |
| 1990-91   | Preferente     | 4.º    |
| 1991-92   | Preferente     | 3.º    |
| 1992-93   | Preferente     | 4.º    |
| 1993-94   | Preferente     | 1.º    |
| 1994-95   | 3.ª (Grupo XV) | 10.º   |
| 1995-96   | 3.ª (Grupo XV) | 20.º   |
| 1996-97   | Preferente     | 10.º   |
| 1997-98   | Preferente     | 5.º    |
| 1998-99   | Preferente     | 12.º   |
| 1999-00   | Preferente     | 3.º    |
| 2000-01   | Preferente     | 8.º    |
| 2001-02   | Preferente     | 13.º   |
| 2002-03   | Preferente     | 11.º   |
| 2003-04   | Preferente     | 18.º   |
| 2004-05   | Preferente     | 13.º   |

```
LEYENDA

 :Ascenso de categoría

 :Descenso de categoría

 :Retirado de la competición
```